# Bremer Aufbau-Bank
Bei der Bremer Aufbau Bank GmbH (BAB – Die Förderbank für Bremen und Bremerhaven) handelt es sich um das Förderinstitut des Landes Bremen. Ihre Tätigkeitsschwerpunkte liegen in der lokalen Förderung von Wirtschaft, Innovation und Nachhaltigkeit sowie in der Unterstützung von Wohnraumprojekten in Bremen und Bremerhaven. Die BAB erfüllt ihre Aufgaben im Auftrag der Freien Hansestadt Bremen, besonders der Senatorin für Wirtschaft, Arbeit und Europa sowie der Senatorin für Klimaschutz, Umwelt, Mobilität, Stadtentwicklung und Wohnungsbau. Neben Unternehmen im Bundesland Bremen richten sich die Programme der Bank unter anderem an Gründende, öffentliche Einrichtungen und Privatpersonen.

## Aufgabenfelder
Mit ihren Aktivitäten verfolgt die BAB primär das Ziel, den Standort Bremen nachhaltig und innovativ zu stärken. Konkret liegen Förderungsschwerpunkte im Bereich der finanziellen Unterstützung der Wirtschafts- und Gründungslandschaft sowie der Wohnraumentwicklung im Zwei-Städte-Staat. Auch an lokalen Krisenhilfsprogrammen z. B. in Reaktion auf die Corona-Pandemie ist die Bank beteiligt.
Die Tätigkeiten der BAB im Auftrag der Freien Hansestadt Bremen gliedern sich damit in drei Hauptsäulen:

## Wirtschaftsförderung
- Investitions- und Wachstumsförderung (besonders bei KMU)
- Vergabe von Krediten, Landesbürgschaften sowie Beteiligungskapital
- Förderung der Luft- und Raumfahrtbranche
- Programme zur Förderung von Umweltinnovationen und Digitalisierung
- Liquiditäts- und Umstrukturierungshilfen

Quelle:

## Gründungsförderung
Dieser Bereich wir durch das Segment Starthaus abgedeckt, das Start-ups und junge Unternehmen im Land Bremen durch vielfältige Leistungen unterstützt:
- Gründungs- und Wachstumsberatung
- Qualifizierungsprogramme
- Workshops und Veranstaltungen
- Finanzierungsangebote (u. a. Mikrokredite, Crowdfunding und Beteiligungskapital)
- Netzwerkbildung

Quelle:

## Wohnraumförderung
- Förderung von umweltverträglichem und energieeffizientem Bauen
- Sozialer Wohnungsbau
- Kredite sowie Zuschüsse für Neubau und Modernisierung
- Fördermittelberatung
- Spezialisierte Förderprogramme für Wohnungseigentümergemeinschaften (WEG), Genossenschaften und Privatpersonen

Quelle: